# جشنواره فیلم کن ۱۹۴۶
جشنواره فیلم کن ۱۹۴۶ نخستین دورۀ این جشنواره بود که از ۲۰ سپتامبر تا ۵ اکتبر ۱۹۴۶ برگزار شد. در این مراسم ۱۱ فیلم به طور مشترک برنده جایزه بزرگ شدند که هم‌اکنون با نام نخل طلایی شناخته می‌شود.

## برندگان
جایزه بزرگ
- آلف خوباریا برای فیلم ایریس و ستوان
- بیلی وایلدر برای فیلم تعطیلی ازدست‌رفته
- بودیل ایپسن و لاو لاوریتسن جونیور. برای فیلم مرغزار سرخ
- دیوید لین برای فیلم برخورد کوتاه
- امیلیو فرناندز برای فیلم ماریا کاندلاریا
- چتان آناند برای فیلم شهر بی‌قانون
- فردریک ارملر برای فیلم نقطه بازگشت
- ژان دولانوا برای فیلم سمفونی پاستورال
- لئوپولد لینتبرگ برای فیلم آخرین شانس
- فرانتیشک چاپ برای فیلم مردان بدون بال
- روبرتو روسلینی برای فیلم رم شهر بی‌دفاع

بهترین کارگردانی
- رنه کلمان برای کارگردانی نبرد راه‌آهن‌

بهترین بازیگر نقش اول مرد
- ری میلند برای فیلم تعطیلی ازدست‌رفته

بهترین بازیگر نقش اول زن
- میشله مورگان برای فیلم سمفونی پاستورال